# Sektarism
Sektarism ist eine 2005 gegründete französische Funeral-, Drone- und Black-Doom- sowie Ritual-Industrial-Band.

## Geschichte
Die Mitglieder der Bruderschaft Apostles of Ignominy Eklezjas’tik BerZerK, Shamaanik B., Messiatanik Armrek und Fredrik Bolzann alias Crüxvheryn K gründeten Sektarism 2005 als Sprachrohr einer inhaltlichen Facette der Sekte. Die Bandmitglieder suchten neben der Black-Metal-Band Malhkebre, eine weitere Ausdrucksmöglichkeit um ihren Idealen Öffentlichkeit zu verschaffen. Eklezjas’tik BerZerK sieht die inhaltliche Ausrichtung in „Gemeinschaft, geteiltem Leiden, einem sektiererischen Weg Kunst zu schaffen und in einer spirituellen Ekstase mit dem Allmächtigen einzutreten.“
Laut Eklezjas’tik BerZerK wurde die Band in einem verrauchten Keller, im Rahmen einer Zeremonie gegründet.
Seit ihrem Bestehen nahm die Band mehrere EPs und ein Album in spirituellen Jamsessions auf. Ihre Auftritte bezeichnen die Musiker als Zeremonien. Bisher trat die Band überwiegend in Frankreich auf, bestritt jedoch auch Auftritte in Deutschland, Belgien und Estland.
Das oft genutzte MC-Format und die strengen Limitierungen einiger herausgegebener Tonträger auf 99 Exemplare spiegeln laut Eklezjas’tik BerZerK das Anliegen der Band und dienen als großes „Fuck Off“ gegenüber dem Unternehmen Sony, welches die Produktion des kassettenbasierten Walkman 2010 einstellte. Kommerziell lässt die Band ihre Produkte hingegen von Aesthetic Death Records in Großbritannien, Season of Mist in Frankreich, Daemon Worship Productions in Nordamerika und Necrocosm für die restliche Welt vertreiben.

## Stil
Die Veröffentlichungen der Band bestehen ausschließlich aus direkt eingespielten Aufnahmen, welche den spirituellen Aspekt der Entstehung dokumentieren sollen. Der Aufnahmetechnik wird dabei als „keller-ähnliche Produktion“ beschrieben die sich „in das Gesamtkonzept […] hervorragend ein[fügt].“ Sektarism spielt eine improvisierte und spirituell geprägte Mischung aus Funeral-, Black-, Death- und Drone-Doom mit Einflüssen experimenteller Musik. Im Legacy wird das Schaffen der Band als „anti-musikalische Improvisationsstudie, die Black, Doom, Drone und Experimental in eine bösartige, giftig qualmende Suhle wirft“ umschrieben, die Musik bringe „den Hörer mit Fiepen dazu, das Gesicht verziehen“ und sei „sehr finster“. Auf Blackmetal.at wird die Musik als Funeral Doom aus dröhnenden und zähflüssigen Riffwellen sowie minimalistischem Schlagzeug und verzweifeltem, in französisch gehaltenem, Gesang. Der Band wird ein Werk von „dunkler Energie“ bescheinigt, „wie es sich manche Bands im BM Bereich seit jeher wünschen.“

## Inhalt
Die Mitglieder der Bruderschaft Apostles of Ignominy gründeten Sektarism um die „Botschaft“ der Bruderschaft zu verbreiten. Dabei versteht sich die Gruppe selbst als Sekte, die auf einem spirituellen Austausch der Mitglieder beruht. Den Mitgliedern geht es dabei um das Denken und Austauschen der Mitglieder im Hinblick auf ein spirituelles Hinterfragen der alltäglichen Welt. Als Grundidee beschreibt Eklezjas’tik BerZerK den Glauben, dass sich Erlösung nur durch Selbsterniedrigung und Leiden erreichen lässt. In diesem Kontext vergleicht er Sektarism mit Mönchen, die sich während Begräbnisprozessionen selbst geißeln, ohne jedoch eine Idee christlicher Erlösung zu verfolgen. Die Band teile hier „lediglich das Leid und den Schmerz des erbärmlichen Menschseins“ miteinander.

„Sektarism ist die Peitsche die langsam Dein verdorbenes Fleisch zerfleischt um es zu reinigen. Es ist der Hammer der Dich an das selbst gewählte Kreuz schlägt…“

„Sektarism sind der langsame und schmutzige Vektor der edlen Ideologie der Apostel. Eines der Hauptziele der Apostel ist es unermüdlich daran zu erinnern, dass die Menschheit ein unverhältnismäßiges Ego besitzt, dass sie in ihren eigenen Untergang treibt, dass jeder Kampf nichtig ist und das Menschen Nichts sind. Die Apostel erlangten das Wissen, dass Menschen nichts anderes als Wesen aus Fleisch und Knochen sind, dass das Ende der Menschen unvermeidlich ist. Folglich bereitet es und ein böses Vergnügen der Menschheit einen Spiegel vorzuhalten, damit sie sieht was sie wirklich ist: Nutzlose Parasiten, vom Allmächtigen nur dazu erschaffen seine Langeweile zu vertreiben. Die Menschen blenden sich mit ihrer Megalomanie und wir zeigen ihnen mit Vergnügen wie falsch sie liegen, dass das Hässliche schön ist und das Schmutz genauso nützlich wie Verbesserung ist.“

Die Bandmitglieder verstehen Sektarism als satanistisches Projekt und jede ihrer Veröffentlichungen als Ausdruck ihrer Ideologie. Nach Eklezjas’tik BerZerK sei jede Aufnahme ein transzendentaler und spiritueller Ausdruck dieser Ideologie.

„Satan, der Gott der Schöpfung und Zerstörung unserer Welt, der Vater von Hoffnung und Verzweiflung, von Sieg und Niederlage. Er ist immer das Thema unserer Veröffentlichungen. Wir huldigen seinem vergangenem, seinem gegenwärtigen und seinem zukünftigen und ewigen Sieg.“

## Diskografie
- 2008: L’offrande (EP, Insidious Poisoning Records)
- 2011: Hosanna Sathana (Demo, Insidious Poisoning Records. 99 Exemplare)
- 2011: L’offrande (MC,  Zanjeer Zani)
- 2011: Le testament (MC, Zanjeer Zani. 99 Exemplare)
- 2012: Le son des stigmates (Album, Zanjeer Zani / Daemon Worship Productions)
- 2013: Le son des stigmates (Album, BeBlessedTheCursed)
- 2015: Darvulia / Sektarism (Split mit Darvulia, Nuclear War Now! Productions)
- 2015: La Maladie se propage… (MC-Kompilation, 21 Exemplare)
- 2016: The Darkness (Split-EP mit Huata, La Breîche und Vichy, Nomos Dei Productions)
- 2016: Mort Divine (Split-EP mit Darvulia, Nomos Dei Productions)
- 2017: La Mort de L’Infidèle (Album, Zanjeer Zani, Sahluqtu Archives)
- 2018: Fils de Dieu (Album, Norma Evangelium Diaboli)